# Heurística de la afectividad
La Heurística de la afectividad es una heurística, que habilita tomar decisiones de forma rápida y eficiente con base en las emociones presentes. La afectividad es una reacción instintiva a un estímulo, provocando una emoción (placer, dolor, miedo…). A raíz estas emociones, se hace una evaluación (consciente o inconsciente) de la escala positividad o negatividad de un suceso, condicionando las acciones futuras de un sujeto.
Donde más se ha estudiado esta heurística es en el campo de la toma de decisiones con riesgo. Sin embargo, esta heurística está presente en casi cualquier toma de decisión. Esto es porque el afecto es la primera reacción a cualquier estímulo, entrando en escena antes que el estado anímico o un análisis analítico. Por ejemplo, leer la palabra “odio o guerra” generará un afecto de rabia, mientras que leer la palabra “tesoro” generará un afecto de confort. En el momento en el que aparece este afecto se altera la forma en que se percibe la realidad, modificando el comportamiento del sujeto.

## Consideraciones teóricas de la afectividad
La primera consideración teórica de esta heurística es que es el equivalente a actuar con base en el instinto o intuición. Si bien es cierto, pronto muchos autores expandieron sobre esta teoría inicial.
Una teoría más comprensible para entender el rol que tiene la afectividad en la toma de decisiones. Argumentó que las ideas están compuestas de imágenes (Percepciones y simbolismos). Cada suceso relevante moldea estas imágenes, y cuando son recordadas producirán sensaciones placenteras o dolorosas. Si a raíz de un suceso, se recuerda una imagen positiva, esta servirá de incentivo, mientras que si se recuerda una imagen negativa, servirá de alarma, creando sensaciones de cautela, miedo, etc. en el individuo.
Seymour Epstein desarrolla, en 1994, su teoría sobre el sistema experimental y el sistema analítico, también conocida como “dos modos de pensar”. El sistema experimental, de pensamiento rápido, instintivo y empírico es el involucrado en la heurística de la afectividad, así como muchas otras heurísticas (Heurística de la representatividad, disponibilidad…). Por otra parte, el pensamiento analítico es “contrario”, más detenido, meditado,razonado. Necesita de probabilidades, evidencia y un esfuerzo consciente. En cada momento experimentamos la realidad por uno de estos dos sistemas de pensamiento. El grado de uso del sistema experimental, así como el grado de afecto en las imágenes mentales son diferentes para cada individu, haciendo que unas personas dependan más de esta heurística que otras.

## Afecto en la percepción y análisis del riesgo
El ser humano percibe el riesgo, también, de dos formas diferentes. La primera, de forma experimental, reaccionando intuitivamente e instintivamente al peligro. La segunda, de forma analítica, en la que se aborda el riesgo desde un punto de vista más razonada y atentiva, asesorando el riesgo que conlleva una decisión de forma meditada.
Aunque el punto de vista analítico es vital para muchas tareas técnicas, hacer un análisis detenido cada vez que se debe tomar una decisión con riesgo sería ineficiente. El ser humano sigue dependiendo del afecto para tomar decisiones de forma efectiva y eficiente en situaciones que, por poca capacidad de atención, falta de tiempo o recursos estadísticos, no dan posibilidad a usar el sistema de pensamiento analítico.
Un suceso que produzca emociones negativas conllevará que el sujeto tome una decisión que evite esas emociones. Un suceso que produzca emociones positivas conllevará que el sujeto tome una decisión que reproduzca dichas emociones. Esto implica que las personas no solo basan sus decisiones en función de lo que piensen de una situación, sino también de cómo les hace sentir. Sin embargo, debido a esto, la afectividad en la percepción del riesgo puede tener efectos negativos en ámbitos que necesitan de más cálculo, como las probabilidades y la frecuencia.
A pesar de que en la naturaleza riesgo y beneficio tienden a estar correlacionadas positivamente (Una actividad con un riesgo alto también conlleva mayores beneficios que una actividad poco arriesgada), un humano no siempre no analiza de tal forma. En la mente humana, a diferencia de lo que ocurre en la naturaleza, el riesgo y el beneficio suelen tener una correlación negativa. Esto fue demostrado en un estudio,que estudiaba la percepción del riesgo y beneficio de agricultores en cuanto al uso de pesticidas (L. Cabrera y O. Lecki). En este estudio, los agricultores que percibían los pesticidas como beneficiosos (Por ser necesarios para la agricultura), creían a su vez que el riesgo era bajo, a pesar de recibir formación sobre los posibles peligros de estos.
La percepción del riesgo y beneficio está ligado al grado de afecto que tiene el sujeto hacia un suceso. Si un suceso es percibido como beneficioso, se tenderá a juzgar que el grado de riesgo es bajo (a pesar de que pueda ser lo contrario). Si un suceso es percibido como poco beneficioso, se tenderá a juzgar que el grado de riesgo es alto.

## Evidencia experimental

### Insensibilidad a los números
A veces, la respuesta afectiva a ciertos estímulos son el resultado de una falta de sensibilidad a ciertos factores, como, por ejemplo, los números. Slovic y Peters (2006) hicieron un estudio sobre la insensibilidad al cambio en números absolutos. La mayor parte de la población es incapaz de percibir cambios en su estado somático según aumenta el grado de estímulo aumenta. El resultado de este estudio es que, los participantes preferían una medida de seguridad aeroportuaria que salvaría a un porcentaje alto de 150 vidas en riesgo frente a una medida que salvaría 150 vidas. Se piensa que esto ocurre porque, a pesar de que salvar 150 vidas es algo positivo, es más difícil de comprender y asignar un grado afectivo de positividad frente a salvar a un porcentaje alto de vidas.

### Comunicación del riesgo
Comunicamos el grado de riesgo para mejorar la correspondencia entre la magnitud del riesgo y la respuesta que damos a dicho riesgo. El afecto, y específicamente el afecto negativo, es un método importante para incrementar la percepción del riesgo, y como heurística se usa a menudo para la comunicación del riesgo al público general.
En un estudio, se presentó el riesgo de dos formas: en formato de frecuencia (“En media, hay una inundación cada 100 años”) y en formato de probabilidad (“Cada año, hay un 1% de probabilidad de que haya una inundación”). Los 150 participantes debían asignar un número del 1 (Nada arriesgado) al 6 (Muy arriesgado). El resultado fue que el formato de frecuencia (1 inundación cada 100 años) obtuvo una puntuación mayor que el formato de probabilidad (3.59/6 – 2.72/6). “Sacado de The role of affect and availability heuristics in risk communication”.

### La influencia del tiempo
La restricción temporal en la toma de decisiones causa que el individuo utilice más el afecto, ya que tomará una decisión más rápida, en base a sus emociones y sin dar tiempo suficiente a un pensamiento analítico.
Un estudio sobre la restricción temporal pedía a los participantes que puntuarán, en una escala de 0 a 7, el posible riesgo que podrían tener diferentes actividades peligrosas, y en un mismo rango de 0 a 7, el beneficio que podrían tener dichas actividades. A un grupo se le asignó una restricción temporal de 5.2 segundos por pregunta, y al otro grupo nada. Algunas actividades usadas para este cuestionario fueron, por ejemplo, el alcohol, cigarrillos, plantas nucleares, gas natural, motos, piscinas, microondas…
El resultado fue, que para actividades vistas como más peligrosas socialmente, como el alcohol, cigarrillos o plantas nucleares, el grupo con restricción temporal respondía que era muy arriesgado, y con muy poco beneficio, es decir, una correlación negativa fuerte. Se tendía a respuestas más extremas que el grupo sin restricción temporal. Esto es debido al afecto, que está más presente cuando hay restricción temporal y tiene atadas emociones negativas hacia actividades más peligrosas.
Sin embargo, en cuestiones que son vistas como menos peligrosas, como son las motos, las bicicletas o los coches, la correlación era igual en grupos con restricción temporal y sin restricción temporal. Esto es porque el afecto no suele mostrar emociones negativas hacia estos bienes, a menos que el sujeto que responde haya sufrido algún altercado de importancia que deje una imagen negativa en sus recuerdos.